# Gmina Walnut (hrabstwo Appanoose)

Położenie Gminy Walnut w hrabstwie Appanoose

Gmina Walnut (ang. Walnut Township) – gmina w USA, w stanie Iowa, w hrabstwie Appanoose. Według danych z 2000 roku gmina miała 1043 mieszkańców.